# Чэнкоу
Чэнко́у (кит. упр. 城口, пиньинь Chéngkǒu)— уезд города центрального подчинения Чунцин (КНР).

## История
В 1822 году в этих местах был образован Чэнкоуский комиссариат (城口厅). После Синьхайской революции и образования Китайской республики комиссариат был в 1913 году преобразован в уезд.

## Административное деление
Чэнкоу делится на 2 уличных комитета, 7 посёлков и 17 волостей:

### Посёлки
- Гэчэн (葛城)
- Синьчэн (新城)
- Сюци (修齐)
- Гаогуань (高观)
- Мяоба (庙坝)
- Башань (巴山)
- Пинба (坪坝)
- Минтун (明通)

### Волости
- Гаоянь (高燕)
- Ляоцзы (蓼子)
- Цзолань (左岚)
- Бэйпин (北屏)
- Шуанхэ (双河)
- Яньхэ (沿河)
- Дунъань (东安)
- Шифан (石坊)
- Хоупин (厚坪)
- Чжипин (治平)
- Ланьтянь (岚天)
- Чжоуси (周溪)
- Хэюй (河鱼)
- Гаонань (高楠)
- Минчжун (明中)
- Лунтянь (龙田)
- Цзимин (鸡鸣)
- Сяньи (咸宜)